# アグアルディエンテ

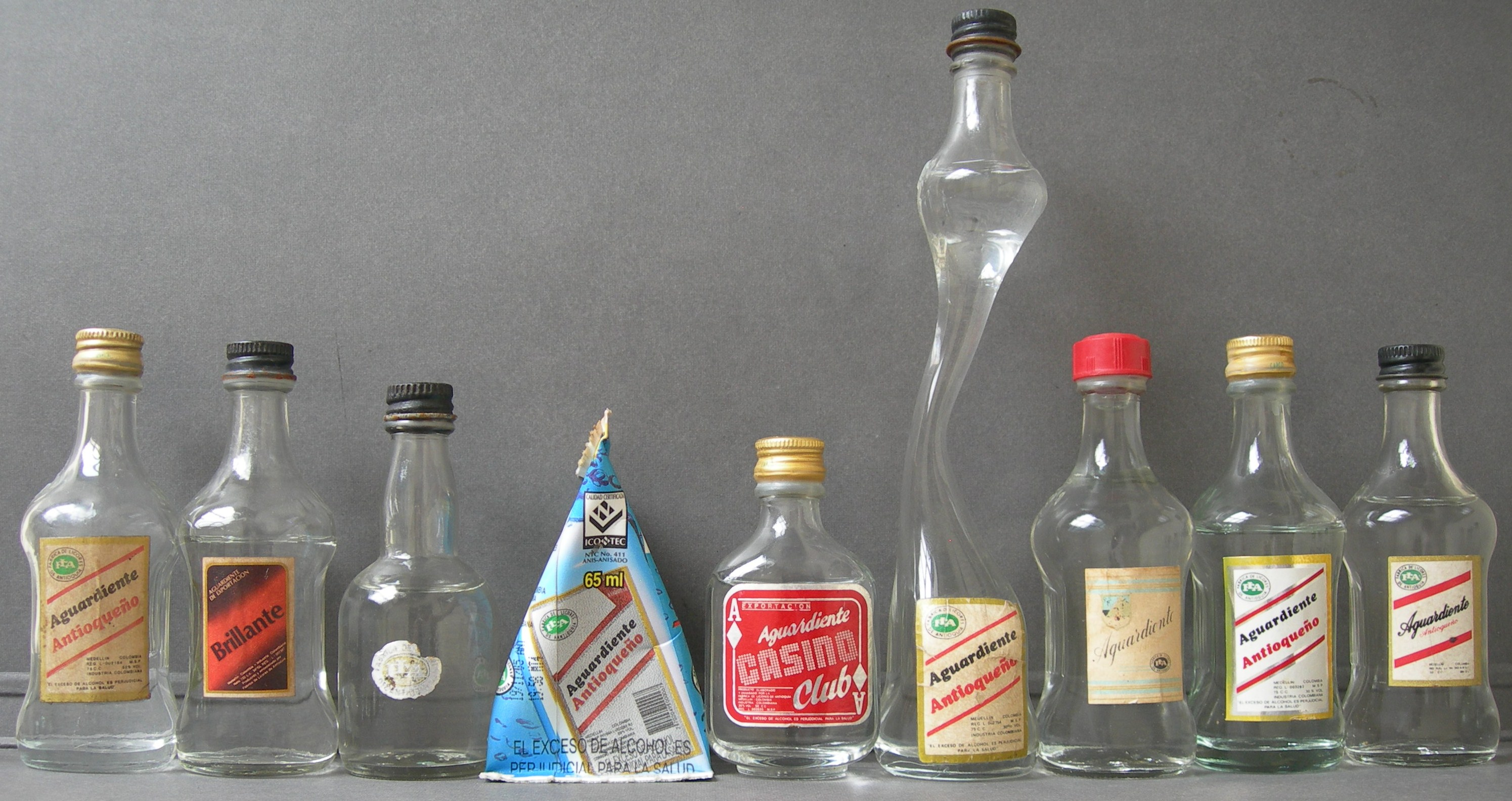
様々なアグアルディエンテのボトル

アグアルディエンテ（ポルトガル語: aguardente、スペイン語: aguardiente）は、コロンビアで親しまれているサトウキビを材料にしアニスを香り付けに使用した蒸留酒。「燃える水」の意味であり、南米において蒸留酒全般を指す語としても用いられる。
サトウキビから作る無色透明の蒸留酒で、アルコール度数は25度から30度ほど。安価であることから、コロンビアでは人気が高い。アニスの香り付けをしないプレーンのものもある。
コロンビアでは小さめのグラスに注いだアグアルディエンテをストレートで飲むのが一般的である。産地によって風味や味わいも異なる。

## エル・ドラケ
エル・ドラケ（el draque）は、アグアルディエンテ、砂糖、ライム、ミントを使用するカクテル。
エル・ドラケを16世紀後半にイギリスの海賊リチャード・ドレイクがキューバに伝え、使用する酒をラム酒に代えてカクテルのモヒートが誕生したとする説がある。